# Pas si grave
Pour plus de détails, voir Fiche technique et Distribution.
Pas si grave est un film hispano-belgo-français réalisé par Bernard Rapp, sorti en 2003.

## Synopsis
Pablo se sent sur le point de mourir. Il envoie alors un message à ses 3 fils, pour les envoyer sur les traces de son passé. Ceux-ci prendront la route ensemble jusqu'en Espagne, et ils y croiseront entre autres de vieux anarchistes manipulateurs, un capitaine de la Guardia Civil et un ex-toréro patron de bar.

## Fiche technique
- Titre : Pas si grave
- Réalisation : Bernard Rapp
- Scénario : Bernard Rapp
- Pays d'origine :  France |  Belgique |  Espagne
- Genre : comédie dramatique
- Durée : 103 minutes

## Distribution
- Sami Bouajila : Charlie
- Romain Duris : Léo
- Jean-Michel Portal : Max
- Leonor Varela : Angela
- Pep Munné : Ramon
- Pascale Roberts : Pilar, la mère
- Alejandro Jodorowsky : Pablo, le père
- Jean-François Stévenin : Manolete
- Germán Cobos : Gabo
- Manuel de Blas : Miguel
- Luis Hostalot : Le commandant
- Alba Delgado : La maîtresse de San Angel
- Diego Braguinsky : Le chef-douanier
- Joan Carles Pardo : Douanier
- Johan Cornu : Le chef hooligan
- Toni d'Antonio : L'assistant studio